# Občina Kranjska Gora
Občina Kranjska Gora (slovinsky Občina Kranjska Gora, německy Gemeinde Kronau) je jednou z 212 občin ve Slovinsku. Nachází se v Hornokraňském regionu na území historického Kraňska. Občinu tvoří 10 sídel, její rozloha je 256,3 km² a k 1. lednu 2017 zde žilo 5 286 obyvatel. Správním střediskem občiny je Kranjska Gora.

## Členění občiny
Občina se dělí na sídla:
- Belca
- Dovje
- Gozd Martuljek
- Kranjska Gora
- Log
- Mojstrana
- Podkoren
- Rateče
- Srednji Vrh
- Zgornja Radovna